# بابكر (سيئون)
'

تعديل مصدري - تعديل

بابكر هي إحدى قرى عزلة سيئون بمديرية سيئون التابعة لمحافظة حضرموت، بلغ تعداد سكانها 1918 نسمة حسب تعداد اليمن لعام 2004.